# Mio (settimanale)
Mio è un settimanale familiare d'attualità italiano. La testata è diretta dalla giornalista Silvia Santori ed è pubblicata da Empire editore.

## Storia
Il 14 gennaio 2016 viene immesso sul mercato un nuovo settimanale popolare "Mio" con una maxi-tiratura di lancio di 400 000 copie.
Il settimanale viene pubblicato dalla Angelo Aleksic editore ed affidato alla direzione del giornalista Franco Bonera.
Mio si occupa di attualità, del mondo dello spettacolo, del mondo politico, culturale, artistico, religioso, delle tendenze moda e bellezza.
Il settimanale presenta un linguaggio semplice ed uno stile popolare, al fine di essere destinato ad un pubblico più vasto possibile.
Mio, oltre alla tradizionale guida ai programmi televisivi, offre considerazioni legate al mondo della televisione e circa i suoi personaggi.
Dal 2019 il settimanale è diretto dalla giornalista Silvia Santori.